# Gilead (Maine)
Gilead és una població dels Estats Units a l'estat de Maine (EUA). Segons el cens del 2000 tenia 156 habitants.

## Demografia
Segons el cens del 2000, Gilead tenia 156 habitants, 70 habitatges, i 45 famílies. La densitat de població era de 3,2 habitants/km².
Dels 70 habitatges en un 28,6% hi vivien nens de menys de 18 anys, en un 51,4% hi vivien parelles casades, en un 8,6% dones solteres, i en un 34,3% no eren unitats familiars. En el 25,7% dels habitatges hi vivien persones soles el 10% de les quals corresponia a persones de 65 anys o més que vivien soles. El nombre mitjà de persones vivint en cada habitatge era de 2,23 i el nombre mitjà de persones que vivien en cada família era de 2,61.
Per edats la població es repartia de la següent manera: un 19,2% tenia menys de 18 anys, un 12,2% entre 18 i 24, un 26,9% entre 25 i 44, un 29,5% de 45 a 60 i un 12,2% 65 anys o més.
L'edat mediana era de 41 anys. Per cada 100 dones de 18 o més anys hi havia 106,6 homes.
La renda mediana per habitatge era de 25.000 $ i la renda mediana per família de 34.250 $. Els homes tenien una renda mediana de 17.188 $ mentre que les dones 15.208 $. La renda per capita de la població era de 13.489 $. Entorn del 9,4% de les famílies i l'11,4% de la població estaven per davall del llindar de pobresa.